# Khoai sọ Mùn Ốc
Khoai sọ Mùn Ốc (hay khoai môn Việt Hải) là một giống cây trồng bản địa, cùng họ với khoai môn, được trồng từ rất lâu đời tại xã Việt Hải, huyện đảo Cát Hải, thành phố Hải Phòng; là sản phẩm nông nghiệp đặc trưng của Đảo Ngọc, Cát Bà; đã được: chỉ dẫn địa lý, chứng nhận nhãn hiệu, gắn nhãn hiệu chứng nhận Khu Dự trữ sinh quyển thế giới Quần đảo Cát Bà được Cục Sở hữu trí tuệ bảo hộ. Nhãn hiệu khoai sọ mùn Ốc cũng đã được Cục Sở hữu trí tuệ cấp Giấy chứng nhận nhãn hiệu
Việt Hải có 02 ha với gần 30 hộ trong xã trồng loại khoai này.
Sản phẩm chính là củ cái, khối lượng 0,7 – 1,0 kg/củ. Khoai có hàm lượng tinh bột cao, giàu dinh dưỡng; khi  nấu chín không bị nát, có độ dẻo. Khoai được dùng làm thực phẩm, chế biến thành các ăn phục vụ nhu cầu dân sinh và du lịch.